# Brachetto d'Acqui

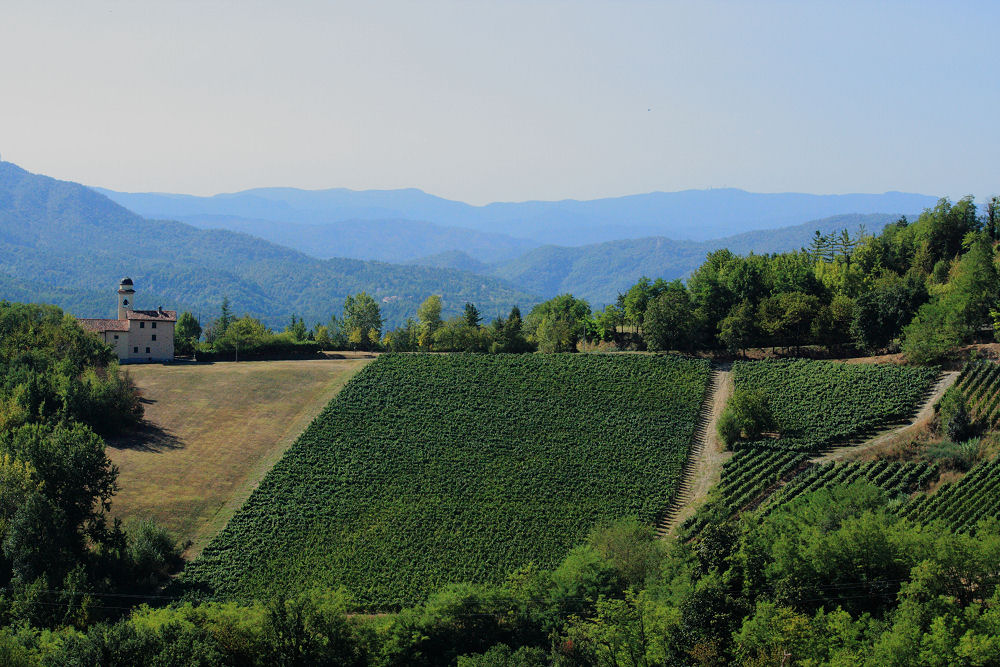
Vides en la región Brachetto d'Acqui DOCG del Piedemonte.

Brachetto d'Acqui (italiano: [braˈketto ˈdakkwi]; piamontés: brachet d'Àich [braˌkɛt ˈdɑjk] ) es un vino tinto italiano clasificado como Denominazione di Origine Controllata e Garantita (DOCG) desde 1996 y anteriormente Denominazione di Origine Controllata (DOC) desde 1969. A nivel internacional, posee el registro de Denominación de Origen, conforme al Sistema de Lisboa, desde 2017. Se produce en la región vinícola de Piamonte alrededor de Acqui Terme en la provincia de Alessandria con algunas superposiciones en la provincia de Asti. El vino se produce a partir de la uva Brachetto, una variedad que se cree que es originaria del Piamonte, y puede ser tranquila o espumosa con algo de dulzor.

## Historia

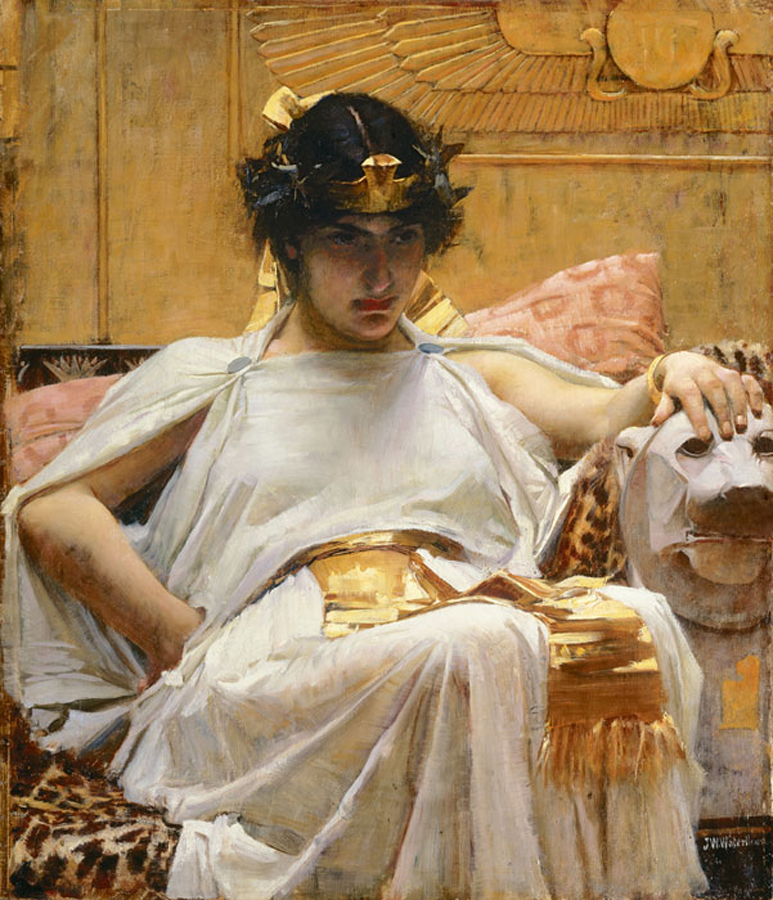
Según la leyenda, Julio César y Marco Antonio le obsequiaron a Cleopatra (en la foto) varias calabazas de vinum acquense, uno de los primeros antepasados de Brachetto d'Acqui.

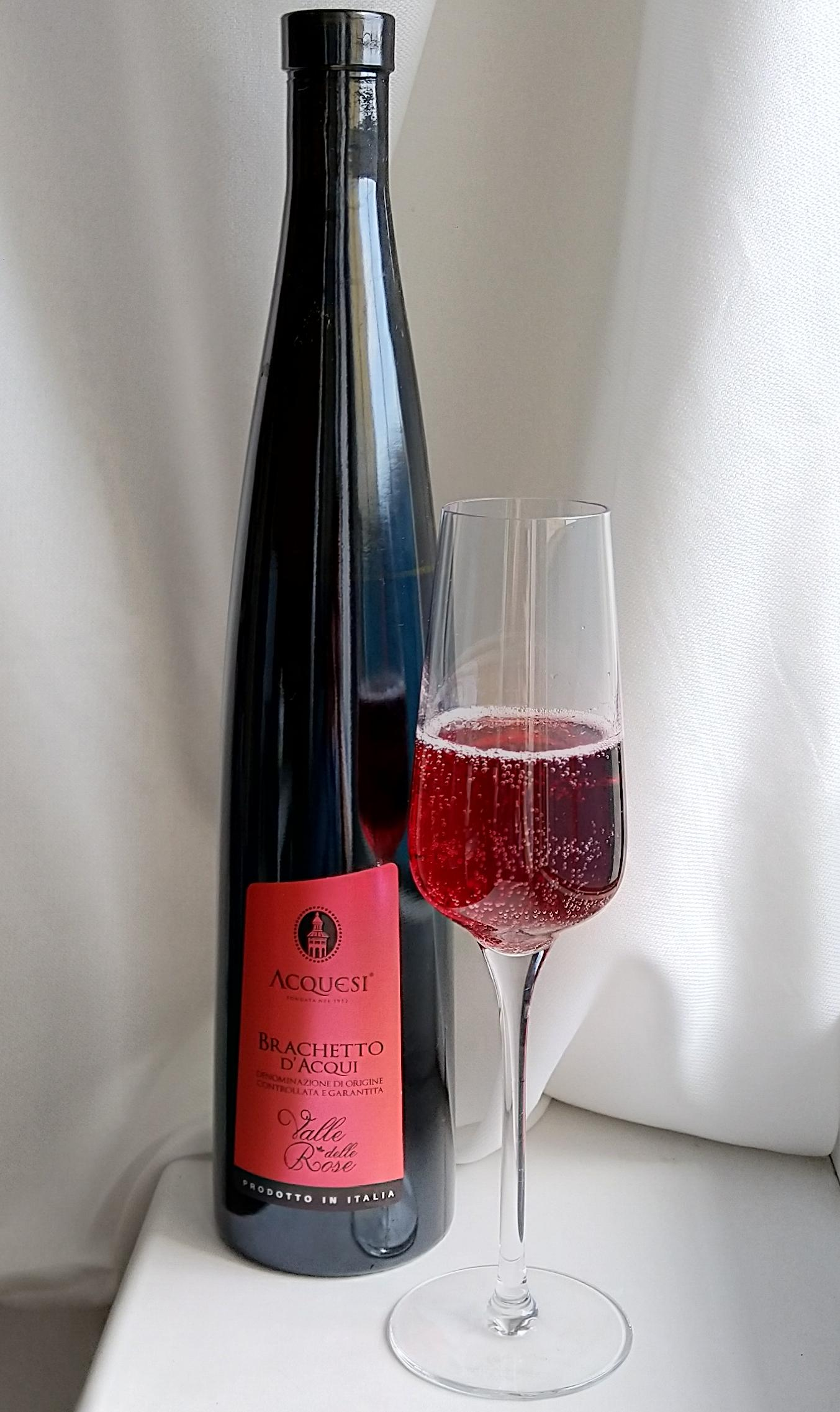
Brachetto d'Acqui

Se desconocen los orígenes exactos del vino. Se cree que la uva Brachetto es nativa del Piamonte y que las colinas de Monferrato y la zona alrededor de Asti son el origen más probable de la uva. No obstante, algunos ampelógrafos han especulado ya desde fines del siglo XIX con que la uva podría ser de origen francés.
Aun así, la producción de un vino tinto dulce y espumoso en la región del Piamonte tiene una larga tradición. En la Commedia dell'arte italiana, se dice que el personaje enmascarado de Gianduja (en piamontés, Gioan d'laduja, es decir, "Giovanni de la jarra"), que representaba a Turín y el Piamonte, prefería el Brachetto d'Acqui entre todos los demás vinos. Incluso antes, en los tiempos de la antigua Roma, los escritores describían un vino de la Galia Cisalpina (norte de Italia) conocido como vinum acquense (vino del Acqui), que era uno de los favoritos entre los patricios por sus sabores dulces y aromáticos. La leyenda también decía que Julio César y Marco Antonio obsequiaron a Cleopatra con varias calabazas de vinum acquense. Además, según la leyenda, la faraona creía que el vino tenía el poder de desatar las pasiones de sus amantes.

## Región vinícola
La zona DOCG de Brachetto d'Acqui incluye las colinas de Monferrato que se extienden al sureste de la ciudad de Asti superponiéndose en parte con la zona Asti DOCG. La región engloba los valles de los ríos Bormida y Belbo, que desembocan en el Tanaro. Las comunas de Acqui Terme y Strevi se encuentran en el corazón de la región vinícola.

## Regulaciones DOCG
Según las regulaciones de la DOCG, Brachetto d'Acqui debe producirse a partir del 100% de uvas Brachetto que se cosecharon a no más de 8 toneladas/hectárea. Antes de obtener la condición de DOCG, otras variedades Piedmont rojos (tales como Dolcetto, nero Pinot, Freisa, Grignolino y Ruché) podrían ser mezcladas en porcentajes limitados. Mientras que los niveles mínimos de alcohol para los vinos terminados deben ser de al menos 5% para el frizzante y 6% para el spumante, las uvas utilizadas para Brachetto d'Acqui deben alcanzar la madurez suficiente para un alcohol potencial de al menos 11.5% para el frizzante y 12% para el spumante (un nivel de azúcar brix entre 21–22 ° Bx).

## Estilos de vino
La enóloga Mary Ewing-Mulligan, reconocida con el prestigioso título de Master of Wine (Maestra del Vino, en español), describe el Brachetto d'Acqui como un vino tinto dulce muy aromático, que puede tener notas florales y frutales similares al Moscato d'Asti y el Lambrusco.